# Parafia Najświętszej Maryi Panny Nieustającej Pomocy we Wrocławiu
Parafia Najświętszej Maryi Panny Nieustającej Pomocy we Wrocławiu – rzymskokatolicka parafia erygowana w 1983 roku, znajdująca się w dekanacie Wrocław zachód I (Kozanów) w archidiecezji wrocławskiej.

## Zasięg parafii
Do parafii należy ponad 8000 wiernych z Wrocławia, będących mieszkańcami ulic: Angielskiej, Australijskiej, Baskijskiej, Belgijskiej, Białoruskiej, Estońskiej, Fabrycznej, Francuskiej, Greckiej, Hiszpańskiej, Holenderskiej, Irlandzkiej, Kanadyjskiej, Klecińskiej, Muchoborskiej, Norweskiej, Przemkowskiej, Robotniczej (nry 98-112), Stanów Zjednoczonych, Strzegomskiej (n-ry od 143 do końca), Szkockiej, Szczyrki, Szwedzkiej, Traktatowej, Tureckiej i Wagonowej.
Ponadto Przedszkole nr 58 (ul. Strzegomska 322), Szkoła Podstawowa nr 28 (ul. Grecka 59), Zespół Szkół Nr 3 (ul. Szkocka 64 – Technikum nr XVI).

## Proboszczowie
- ks. prałat Franciszek Skorusa (7 marca 1983 – 3 października 2010)[2] – budowniczy kościoła, dziekan
- ks. kanonik Henryk Trościanko (2010–2014)[3]
- ks. kanonik dr Zbigniew Orda (od 28 czerwca 2014)[3] – kapelan Straży Pożarnej we Wrocławiu

## Kościół parafialny
W dniu 31 marca 1997 został wmurowany kamień węgielny, a od 9 marca 1997 wszystkie Msze Święte były już sprawowane w kościele. Kościół został konsekrowany 29 października 2000 roku przez kard. Henryka Gulbinowicza metropolitę wrocławskiego.
W parafii znajdują się relikwie: św. Jana Pawła II, św. Faustyny Kowalskiej, bł. Honorata Koźmińskiego, św. Charbela, bł. ks. Jerzego Popiełuszki, św. Dominika Savio, św. Eugeniusza de Mazenod, św. Antoniego M. Clareta oraz bł. Bronisława Markiewicza

## Wspólnoty parafialne
- Akcja Katolicka;
- Apostolstwo Dobrej Śmierci;
- Centrum Rozwoju Dzieci i Młodzieży;
- Chór Parafialny Cantica;
- Diakonia Muzyczna;
- Eucharystyczny Ruch Młodych;
- Koło Misyjne;
- Krąg Biblijny;
- Liturgiczna Schola Parafialna
- Liturgiczna Służba Ołtarza;
- Parafialny Zespół Caritas;
- Rada Parafialna;
- Ruch Światło-Życie;
- Schola Dzieci i Młodzieży;
- Wspólnota Odnowy w Duchu Świętym;
- Wspólnota Różańcowa Dorosłych i Dzieci;